# Heimbach-Weis
Heimbach-Weis ist ein Stadtteil und ein Ortsbezirk von Neuwied in Rheinland-Pfalz. Bis 1960 waren Heimbach und Weis eigenständige Gemeinden im Landkreis Neuwied.

## Lage
Die beiden heute baulich zusammengewachsenen Dörfer Heimbach und Weis liegen am nordöstlichen Rand des Neuwieder Beckens. Das ehemalige Gemeindegebiet erreicht mit dem Heimbacher Wald bereits die ersten Höhen des Westerwalds. Die Innenstadt von Neuwied liegt südwestlich, der Stadtteil Engers im Süden von Heimbach-Weis.

## Geschichte
Weis wurde im Jahr 1059 als „Wissa“ erstmals urkundlich erwähnt. In einer Urkunde aus dem Jahr 1204 lautete der Ortsname „Wise“.
Die Ersterwähnung von Heimbach in der Schreibweise „Hembach“ datiert aus dem Jahr 1093.
Durch seit dem Mittelalter bis weit in die Neuzeit andauernde Rechtsstreitigkeiten um die Hoheit über das Kirchspiel Heimbach, zu dem auch Weis und Gladbach gehörten, kamen dem Ort Rechte zugute, welche sonst nur freien Reichsstädten wie Frankfurt vorbehalten waren. So hätte man aufgrund dieser besonderen historisch-politischen Verhältnisse Heimbach-Weis einen „Bauernfreistaat“, oder wie an anderem Ort formuliert, eine „Freie Reichsstadt im Landformat“ nennen können.

## Eingemeindung

Ehemaliges Gemeindewappen Heimbach-Weis
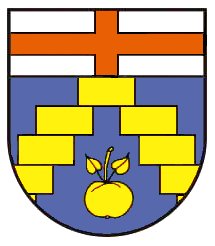
Ehemaliges Gemeindewappen Weis

Der Stadtteil ist ein Doppelort, am 1. September 1960 zusammengefügt aus dem größeren Ort Heimbach und dem kleineren Weis. Am 7. November 1970 wurde er in die „neue Stadt Neuwied“ eingegliedert. Mit Beschluss des Stadtrats Neuwied vom 22. Januar 1971 wurde Heimbach-Weis ein Stadtteil, der durch einen Ortsbeirat und einen Ortsvorsteher vertreten wird. Vorher gehörten Heimbach und Weis, ebenso wie Gladbach, zur Verbandsgemeinde Engers.

## Politik

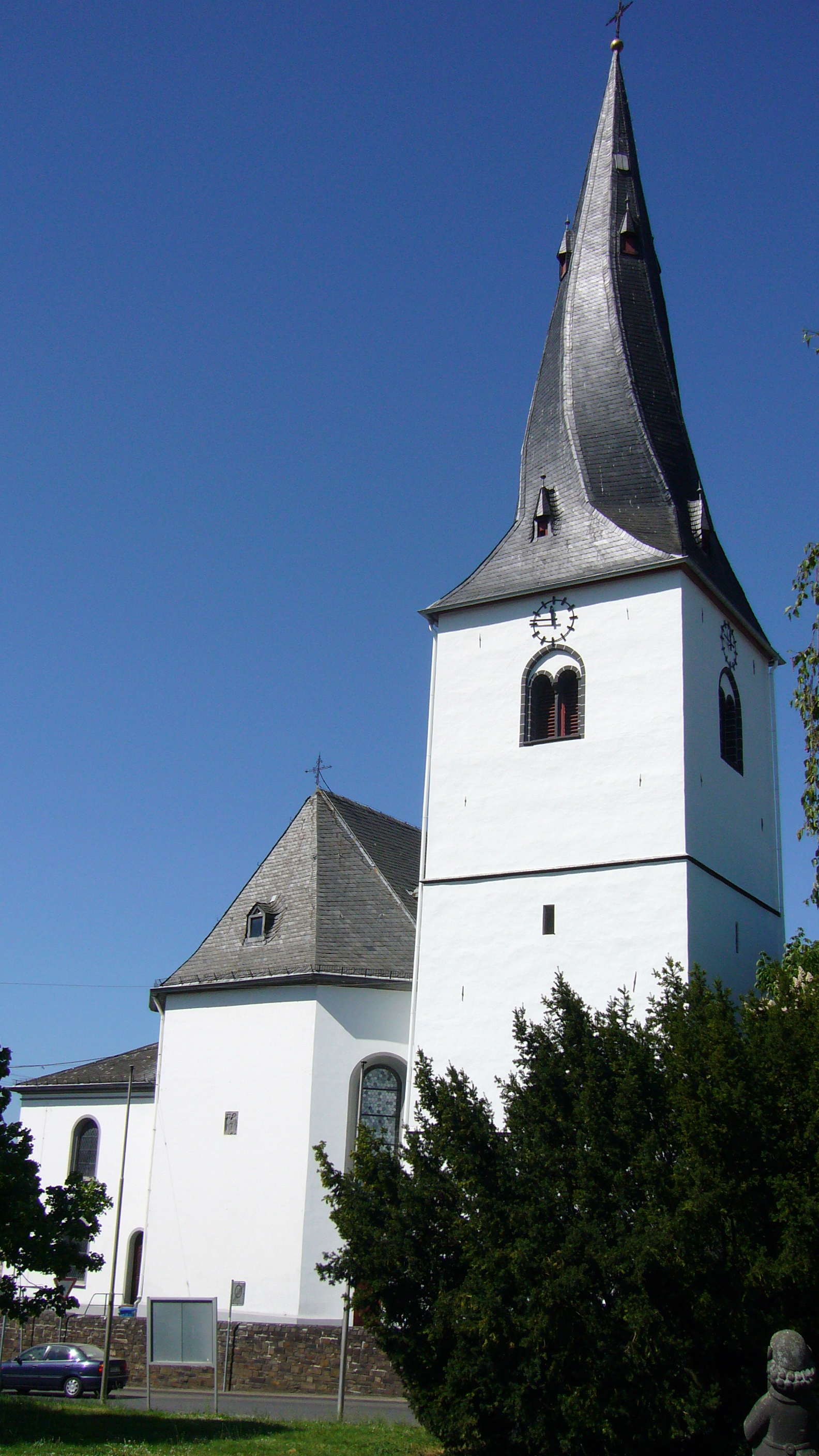
Pfarrkirche St. Margaretha in Heimbach-Weis

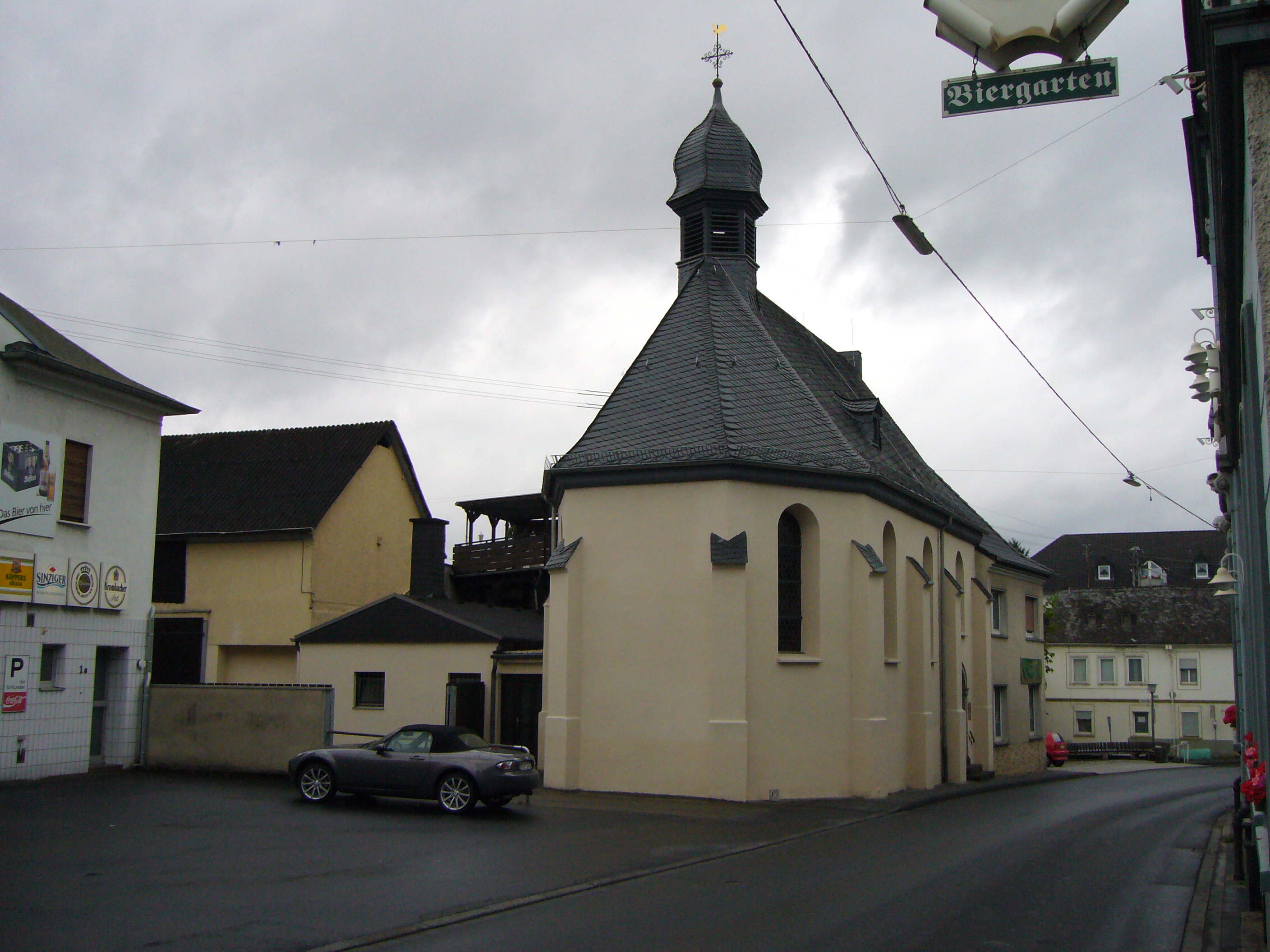
Dreifaltigkeitskapelle

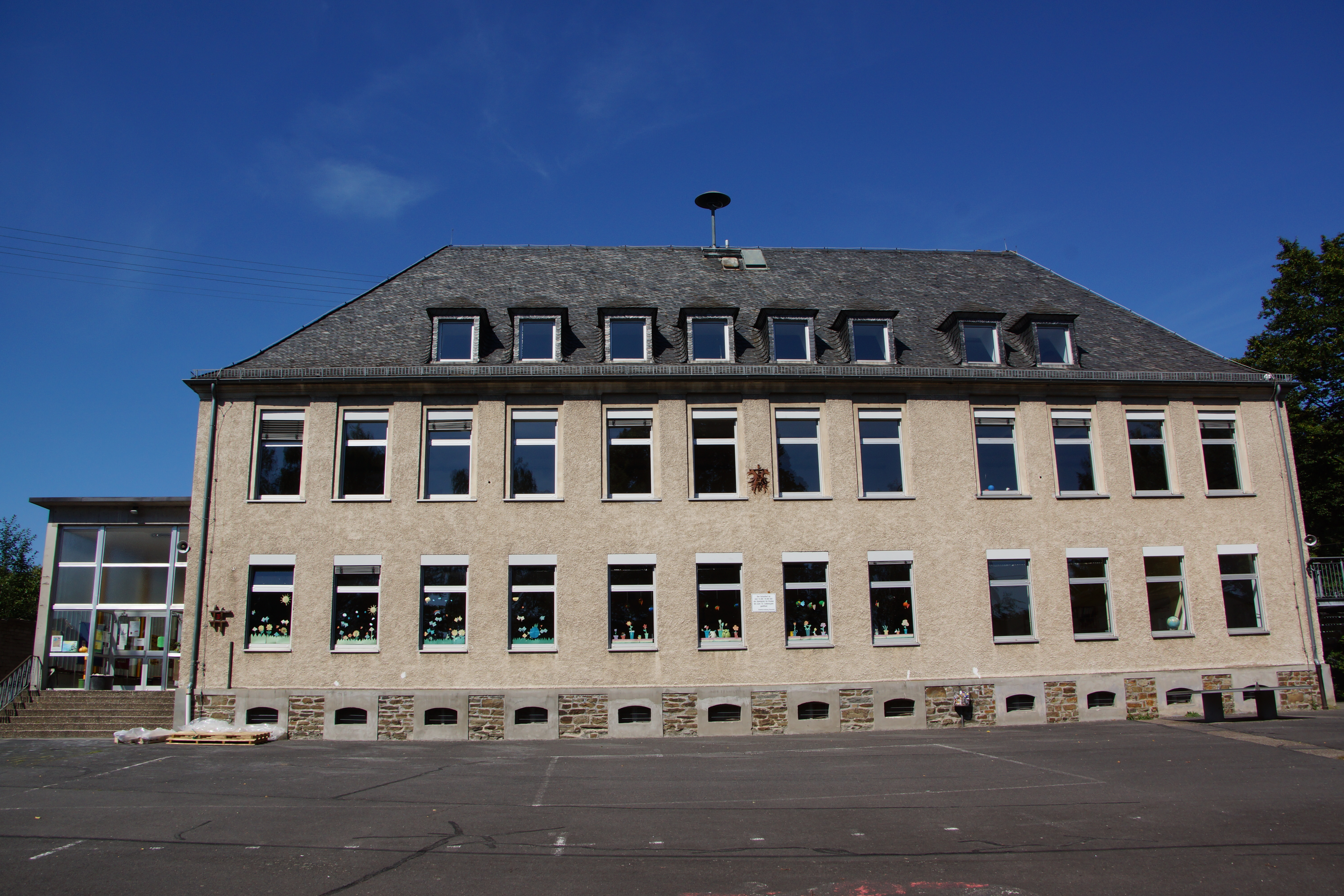
Maria-Goretti-Schule

### Ortsbeirat
Der Ortsbeirat in Heimbach-Weis besteht aus 10 Ratsmitgliedern, die bei der Kommunalwahl am 9. Juni 2024 in einer personalisierten Verhältniswahl gewählt wurden, und dem ehrenamtlichen Ortsvorsteher als Vorsitzendem.
Die Sitzverteilung im Ortsbeirat:
| Wahl | CDU | SPD | AfD | FWG | WGN | WGZ | Gesamt   |
| ---- | --- | --- | --- | --- | --- | --- | -------- |
| 2024 | 4   | 2   | 1   | –   | 3   | –   | 10 Sitze |
| 2019 | 4   | 2   | 1   | 1   | 2   | –   | 10 Sitze |
| 2014 | 6   | 2   | –   | –   | 2   | –   | 10 Sitze |
| 2009 | 4   | 3   | –   | 1   | –   | 2   | 10 Sitze |

- FWG = Freie Wählergruppe Neuwied e. V.
- WGN = Wählergruppe Nink e. V.
- WGZ = Wählergruppe Zils e. V.

### Ortsvorsteher
Ehrenamtlicher Ortsvorsteher seit 2019 ist Markus Blank (CDU). Bei der Direktwahl am 9. Juni 2024 wurde er als einziger Bewerber mit einem Stimmenanteil von 69,4 % für weitere fünf Jahre in seinem Amt bestätigt.

## Sehenswürdigkeiten
Nach umfangreichen Restaurierungsarbeiten ist die ehemalige Prämonstratenserabtei Rommersdorf auf dem Heimbach-Weiser Areal zu einem der wichtigsten Kulturgüter der Stadt Neuwied geworden. Die Kreuzgang-Konzerte der Abtei Rommersdorf gehören zu den kulturellen Höhepunkten der Stadt Neuwied.
Sehenswert ist das schmuckvoll verzierte Fachwerkhaus aus dem 17. Jahrhundert in der Hauptstraße 111.
Im Stadtteil Heimbach-Weis befindet sich der Zoo Neuwied. Er hält rund 1200 Tiere aus 155 Arten. Die Gesamtfläche beträgt rund 13,5 Hektar.

## Verschiedenes
Vielen ist Heimbach-Weis durch seinen traditionellen Karnevalsumzug bekannt. Die Tradition des Karnevals wird seit 1827 mit der Gründung der ersten Karnevalsgesellschaften in Vereinen gepflegt. Damit ist der Heimbach-Weiser Karneval der viertälteste im gesamten Rheinland, nach Köln (1823), Koblenz (1824) und Bonn (1826), vor Aachen (1829) und Mainz (1837). Die Vielzahl der Vereine im Ort sind reger Ausdruck für Geselligkeit und Frohsinn und für die Pflege heimischen Kulturguts und Brauchtums. Dies passt zur Charakterisierung des Heimbach-Weiser Menschenschlags seitens eines preußischen Amtsinspektors aus dem Jahre 1829: „Die Einwohner sind von raschem, leicht reizbarem, lebhaftem Charakter.“
Die fünf im Karneval aktiven Vereine (3 Karnevalsgesellschaften und 2 Möhnenvereine) und die vielen lose organisierten Karnevalsgruppen bestimmen nicht unmaßgeblich das Geschehen im Ort. Zum 175-jährigen Bestehen der beiden Karnevalsgesellschaften Heimbach und Weis fand am 11. November 2001 in der Karnevalshochburg die größte Clownsparade der Welt statt, die zu einem Eintrag im Guinness-Buch der Rekorde führte.
Zu den berühmtesten Söhnen von Heimbach-Weis zählt Franz Xaver Wagner, der 1880 mit Erfindung des Wagner-Getriebes die Schreibmaschinen-Technologie revolutionierte.
Der in Heimbach aufgewachsene Helmut Dieser ist Bischof des Bistums Aachen.